# Jan Szal
Jan Alfred Szal (ur. 23 grudnia 1899 w Krośnie, zm. 29 czerwca 1942 w Zakopanem) – polski konstruktor i wynalazca lotniczy. Współpracownik Augusta Piccarda. Zajmował się także astronomią, znał kilka języków obcych.

## Życiorys
Ukończył studia na Wydziale Budowy Maszyn Politechniki Lwowskiej. Po studiach pracował we francuskiej wytwórni silników lotniczych Lorraine-Dietrich w Argenteuil. W 1927 wrócił do Polski i podjął pracę w Polskich Zakładach Skody na Okęciu, gdzie powstały jego pierwsze wynalazki. W 1932 odszedł ze Skody i założył własną Wytwórnię Akcesoriów Lotniczych i Samochodowych MOTOLUX z siedzibą w Warszawie przy ul. Huculskiej 6. W 1934 roku skonstruował i zgłosił do opatentowania synchronizator karabinu maszynowego pilota, rozwiązujący problem strzelania przez obracające się śmigło i trwalszy od dotychczasowych konstrukcji, gdyż włączał się tylko podczas naciskania spustu. Wynalazek doceniło wojsko, co pozwoliło konstruktorowi rozwinąć swoją fabrykę. Produkował tam także gaźniki i tworzył kolejne wynalazki. Skonstruował np. gondolę pierwszego polskiego balonu stratosferycznego Gwiazda Polski, do którego startu nie doszło z powodu wybuchu wojny.
W czasie II wojny światowej jego zakłady zostały przejęte przez Niemców. Inż. Jan Szal najpierw uciekł do Rumunii, później wrócił do Warszawy gdzie Niemcy zaproponowali mu objęcie zarządu komisarycznego jego własnej fabryki. Wymawiając się chorobą uciekł z rodziną do Rabki-Zarytego. Był członkiem ZWZ/AK, przygotowywał dla podziemia ładunki wybuchowe. Po wysadzeniu w czerwcu 1942 pociągu na trasie Kraków-Zakopane w okolicach Chabówki został aresztowany 25 czerwca i po kilku dniach zamordowany w Palace, siedzibie zakopiańskiego gestapo. Jego zakłady zostały wysadzone przez Niemców w styczniu 1945 roku. Po ekshumacji pochowany na cmentarzu Powązki Wojskowe w Warszawie (kwatera A22-półkole-8/9).

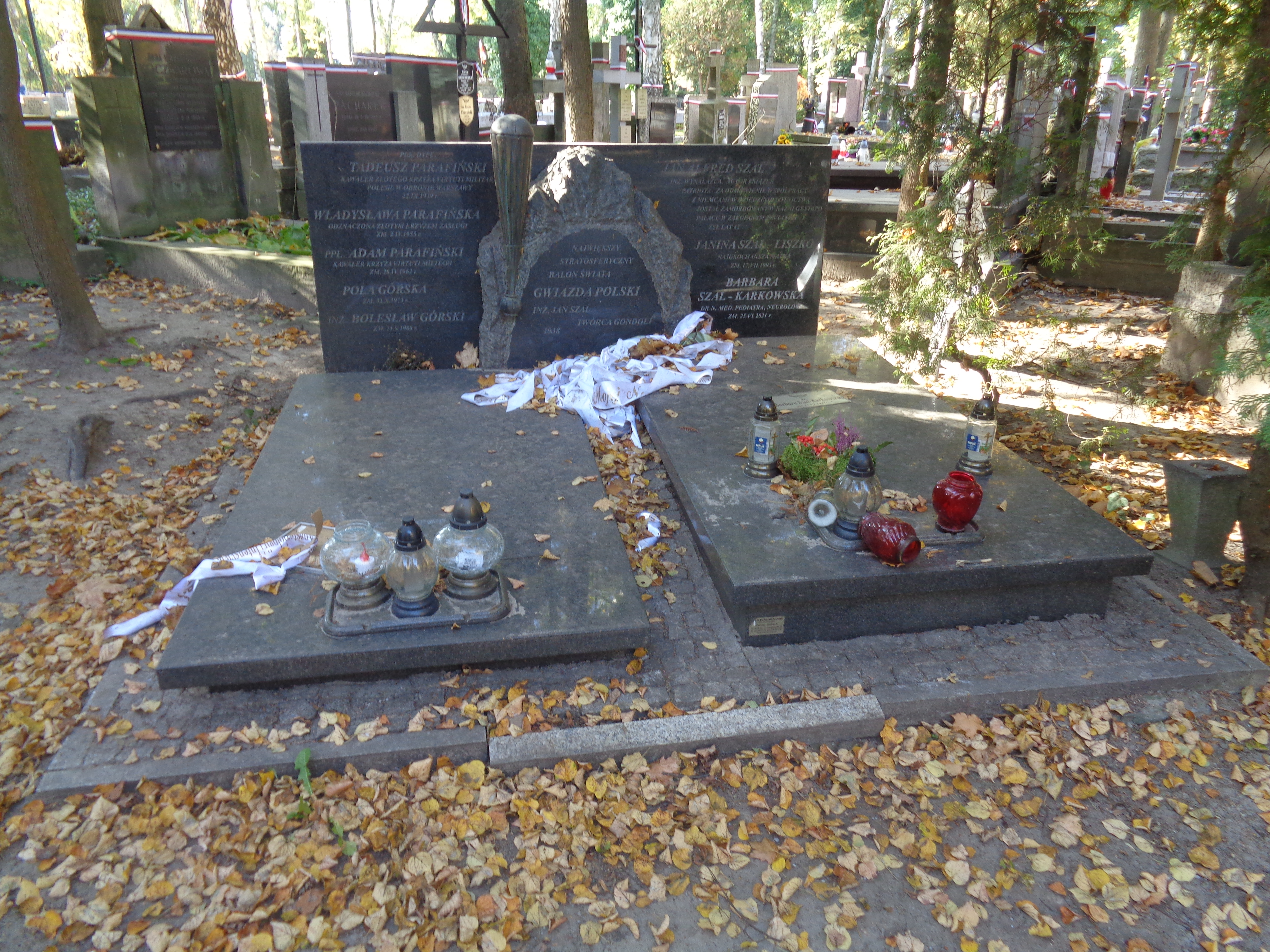
Nagrobek Jana Szala na cmentarzu wojskowym na Powązkach

Od 2010 roku jest patronem ronda na skrzyżowaniu ulic Żwirki i Wigury i J. G. Bennetta na warszawskim Okęciu.